# 機密真相
《机密真相》（英語：Flight）是一部2012年罗伯特·泽米吉斯执导的美国剧情片，编剧为约翰·加廷斯，丹泽尔·华盛顿主演。北美于2012年11月2日上映。

## 剧情
秋天的一个早晨，227航班离开奥兰多，这只是一般例行公事的航班。机长是Whip，和他一起的，是一个事事处处都和Whip意见不一的年轻飞行员。可是，当飞机飞入一个云层的时候，出现了始料未及的困难。不过，Whip毕竟经验老道，很快就飞出了云层。不过，事情这个时候才开始失去控制。突然间，飞机失去了控制，上下颠簸，看上去这架飞机是出现了机械故障。这个时候，Whip决定，停掉飞机的发动机，然后用滑翔的方式驾驶飞机，实施迫降。这架编号为227的飞机有50吨重，绝对不是什么容易控制的家伙。关掉发动机之后，维普就近找到了一个小教堂门口的空地，决定让飞机迫降在那里。飞机以140英里每小时的速度衝了下来。尽管Whip奇迹般地控制住了飞机，但飞机最终还是在一片空地上坠毁并断为数截。这次空难除几个人遇难外机上大多数人都幸存下来，Whip和一些人受伤住院。
因为这次空难惊人的生还率，媒体开始把Whip称为英雄，但是这里还有一个没法解决的问题：这起空难究竟是怎么发生的。而Whip则坚称，如果不是他坐在驾驶的位子上，所有的乘客都会死掉。但是这起事故的起因还需要调查，而調查中也意外發現Whip吸毒和酗酒的陋習，而Whip将从英雄变成阶下囚......

## 角色
- 丹佐·華盛頓 Denzel Washington - William "Whip" Whitaker
- 塔瑪拉·圖尼（英语：Tamara Tunie）  - Margaret Thomason
- 約翰·古德曼 - Harling Mays
- 凱莉·雷利  - Nicole Maggen
- 梅莉莎·李歐 - Ellen Block
- 唐·奇鐸 Don Cheadle - Hugh Lang
- 娜丁·維拉茲蓋茲 Nadine Velazquez - Katerina Márquez
- 布魯斯·格林伍德Bruce Greenwood - Charlie Anderson
- 布萊恩·傑瑞提  - Ken Evans
- 詹姆斯·巴奇戴爾 James Badge Dale -削瘦的男人

## 制作
2011年11月影片开拍，在亚特兰大附近拍了超过45天。预算只有3100万美元。
编剧約翰蓋亭表示，剧本受到2000年1月31日发生的阿拉斯加航空261號班機空難启发。不过本片主要表现的是酗酒问题。飞机迫降坠毁的画面也借鉴了发生于1991年12月27日的北欧航空751号班机空难。

## 評價
影片获得很高评价，媒体综评76分，烂番茄新鲜度78%。代表性评价：“堪称近年来同类型影片的集大成之作，从节奏掌控到演员表演，从悬念设置到叙事铺陈，全部都是精华之笔”，“一部可以放进影视专业教科书中的电影作品”，“丹泽尔·华盛顿千锤百炼的演技在片中全面爆发，完美地将复杂、纠结、感慨等多重情感杂糅在一个角色之中”。

## 票房
美国首周末收获2501万美元排第二。次周末收获1510万美元排第三。全球票房为1.61亿美元。
| 上一届： 《虎膽龍威5》 | 2013年日本週末票房冠軍 第9周 | 下一届： 《大雄的秘密道具博物館》 |

## 奖项
获得第85届奥斯卡金像奖两项提名
- 最佳男主角：丹泽尔·华盛顿
- 最佳原创剧本：约翰·加廷斯